# Joachim Conrad (Theologe, 1935)
Joachim Gerhard Conrad (* 27. Juni 1935 in Leipzig) ist ein deutscher evangelischer Theologe.

## Leben
Von 1952 bis 1957 studierte er Theologie in Leipzig. Nach der Promotion 1963 zum Dr. theol. an der Universität Leipzig und der Habilitation 1970 für Theologie an der Universität Leipzig war er von 1984 bis 2000 ordentlicher Professor für Altes Testament an der Universität Jena.

## Schriften (Auswahl)
- Die junge Generation im Alten Testament. Möglichkeiten und Grundzüge einer Beurteilung. Stuttgart 1970, OCLC 474981786.
- mit Dieter Bauer und Wolfgang Baur: Der gefahrvolle Weg zur Macht. Samuelbücher. Stuttgart 1994, ISBN 3-460-25051-8.
- Karl Heinrich Grafs Arbeit am Alten Testament. Studien zu einer wissenschaftlichen Biographie. Berlin 2011, ISBN 978-3-11-025543-0.